# Werchoschischemje
Werchoschischemje (russisch Верхоши́жемье) ist eine Siedlung städtischen Typs in der Oblast Kirow in Russland mit 4357 Einwohnern (Stand 14. Oktober 2010).

## Geographie
Der Ort liegt etwa 75 km Luftlinie südsüdwestlich des Oblastverwaltungszentrums Kirow und befindet sich am Oberlauf des linken Wjatka-Nebenflusses Schischma.
Werchoschischemje ist Verwaltungszentrum des Rajons Werchoschischemski sowie Sitz der Stadtgemeinde Werchoschischemskoje gorodskoje posselenije. Zur Gemeinde gehören neben der Siedlung die zehn überwiegend in südwestlicher Richtung bis zu knapp 20 km entfernt liegenden Dörfer Babitschi, Bolschije Kuliki, Bolschije Medjanzy, Issupowy, Kasan, Loguschiny, Morosy, Moskwa, Popowschtschina und Wercholipowo.

## Geschichte
Der Ort wurde 1678 vom Archijerei (Bischof) des Chlynower Tryphon-Klosters an der Handelsstraße von Jaransk nach Chlynow (das spätere Wjatka und heutige Kirow) gegründet. Der Name bezieht sich auf die Lage an der oberen Schischma (russisch werchnjaja Schischma). In Folge gehörte er zum Ujesd Wjatka des Gouvernements Wjatka.
Am 8. Juni 1929 wurde Werchoschischemje Verwaltungssitz eines neu geschaffenen, nach ihm benannten Rajons. 1969 erhielt der Ort den Status einer Siedlung städtischen Typs.

### Bevölkerungsentwicklung
| Jahr | Einwohner |
| ---- | --------- |
| 1939 | 1832      |
| 1970 | 3285      |
| 1979 | 4502      |
| 1989 | 5037      |
| 2002 | 4519      |
| 2010 | 4357      |

Anmerkung: Volkszählungsdaten

## Verkehr
Werchoschischemja wird östlich von der Regionalstraße 33R-008 umgangen, die von Kirow kommend weiter über Sowetsk nach Jaransk führt. Die nächstgelegene Bahnstation befindet sich im knapp 50 km nördlich gelegenen Oritschi an der Hauptstrecke der Transsibirischen Eisenbahn.